# Addled parliament
Addled parliament, det "tomma" ("ofruktbara") parlamentet, öknamn på det parlament, som var samlat under åtta veckor i april-juni 1614 och av Jakob I upplöstes utan att ha antagit någon bevillning eller erhållit kunglig stadfästelse på någon bill. Konflikten rörde beskattning; kungen ville höja skatterna medan parlamentet vägrade detta om inte kungen gick med på eftergifter vad gäller utrikes- och religionspolitiken. Efter att parlamentet upplösts dröjde det sju år innan det åter samlades.